# بی‌ای‌ئی سیستمز هرتی
بی‌ای‌ئی سیستمز هرتی (به انگلیسی: BAE Systems HERTI) یک هواگرد ساختِ کارخانهٔ بی‌ای‌ئی سیستمز در کشور بریتانیا است. نخستین استفاده‌کنندهٔ این هواپیما بریتانیا بوده‌است. این هواگرد برای نخستین بار در ۲۰۰۴ میلادی مورد استفاده قرار گرفت.

## تجهیزات قابل حمل
- دوربین پیشرفته کیفیت بالا با عملکرد دورانی
  - سنسور infrared
  - دستگاه موقعیت یاب GPS
  - سه عدد دوربین ثابت که در جهات مختلف مستقرند.
  - رادار پیشرفته از نوع K-band با طول موج میلیمتری
  - سیستم‌های نقشه‌برداری از عوارض زمین
  - سیستم انتخاب اهداف مشخص اتوماتیک
  - سنسور تبدیل سیگنال‌های ارتباطی به صورت رمز